# Company (песня Джастина Бибера)
«Company» — сингл канадского певца Джастина Бибера с его четвёртого студийного альбома Purpose. «Company» был выпущен лейблом Def Jam Recordings как четвёртый с альбома сингл 8 марта 2016. Авторами песни были сам Джастин Бибер, а также Jason Boyd, James Abrahart, Andreas Schuller, Thomas Troelsen, James Wong, Leroy Clampitt. Сингл получил золотой статус RIAA.

## История
Сингл «Company» дебютировал на позиции № 53 в американском чарте Billboard Hot 100, вместе с 16 другими песнями альбома Purpose.

## Отзывы
Песня получила положительные отзывы музыкальной критики и интернет-изданий, таких как
USA Today, Digital Spy, Complex, Spin, NME, MTV UK, Teen Vogue.

## Живые выступления
Песня «Company» была впервые исполнена 3 апреля 2016 года на церемонии 3rd iHeartRadio Music Awards после акустического исполнения «Love Yourself». Бибер танцевал в толпе своих поклонников. Песня также исполнялась на 2016 Billboard Music Awards, перед «Sorry». Представление сопровождалось вспышками огней и светошоу. Она также вошла в трек-лист концертного турне Purpose World Tour.

## Чарты
| Чарт (2016)                                | Высшая позиция |
| ------------------------------------------ | -------------- |
| Австралия (ARIA)                           | 34             |
| Бельгия/Фландрия (Ultratip Bubbling Under) | 3              |
| Бельгия/Валлония (Ultratip Bubbling Under) | 7              |
| Канада (Billboard Canadian Hot 100)        | 38             |
| Чехия (Singles Digitál Top 100)            | 48             |
| Дания (Tracklisten)                        | 25             |
| Франция (SNEP)                             | 181            |
| Ирландия (IRMA)                            | 30             |
| Lebanon (Lebanese Top 20)                  | 13             |
| Нидерланды (Single Top 100)                | 14             |
| Новая Зеландия (Recorded Music NZ)         | 18             |
| Норвегия (VG-lista)                        | 31             |
| Portugal (AFP)                             | 66             |
| Словакия (Singles Digitál Top 100)         | 45             |
| ЮАР (EMA)                                  | 1              |
| Швеция (Sverigetopplistan)                 | 35             |
| Великобритания (OCC UK Singles)            | 25             |
| США (Billboard Hot 100)                    | 53             |
| США (Billboard Pop Airplay)                | 16             |
| США (Billboard Rhythmic)                   | 12             |

## Сертификации
| Регион | Сертификация | Продажи   |
| --- | ------------ | --------- |
| Австралия (ARIA) | Платиновый   | 70,000    |
| Дания (IFPI Danmark) | Золотой      | 45,000^   |
| Италия (FIMI) | Золотой      | 25,000    |
| Мексика (AMPROFON) | Платиновый   | 60,000    |
| Новая Зеландия (RMNZ) | Платиновый   | 15 000*   |
| Великобритания (BPI) | Платиновый   | 600 000   |
| США (RIAA) | Платиновый   | 1 000 000 |
| * Данные о продажах приведены только на основе сертификации. · ^ Данные о тиражах приведены только на основе сертификации. · Данные о продажах + прослушиваниях приведены только на основе сертификации. |              |           |